# Leichtathletik-Weltmeisterschaften 2015/Teilnehmer (Venezuela)
| Gelbes Symbol für Goldmedaillen mit stilisierten Olympischen Ringen | Graues Symbol für Silbermedaillen mit stilisierten Olympischen Ringen | Braundes Symbol für Bronzemedaillen mit stilisierten Olympischen Ringen |
| ------------------------------------------------------------------- | --------------------------------------------------------------------- | ----------------------------------------------------------------------- |
| —                                                                   | —                                                                     | —                                                                       |

Der Leichtathletikverband Venezuelas nominierte elf Athleten für die Leichtathletik-Weltmeisterschaften 2015 in der chinesischen Hauptstadt Peking.

## Ergebnisse

### Männer

#### Laufdisziplinen
| Athlet                                                    | Disziplin   | Vorlauf        | Vorlauf | Halbfinale         | Halbfinale         | Finale             | Finale             |
| Athlet                                                    | Disziplin   | Zeit           | Platz   | Zeit               | Platz              | Zeit               | Platz              |
| --------------------------------------------------------- | ----------- | -------------- | ------- | ------------------ | ------------------ | ------------------ | ------------------ |
| Alberth Bravo                                             | 400 m       | 45,28 s        | 29      | nicht qualifiziert | nicht qualifiziert | nicht qualifiziert | nicht qualifiziert |
| Alberth Bravo José Meléndez Freddy Mezones Arturo Ramírez | 4 × 400 m   | 3:02,96 min SB | 14      |                    |                    | nicht qualifiziert | nicht qualifiziert |
| Richard Vargas                                            | 20 km Gehen |                |         |                    |                    | 1:28:18 h          | 46                 |

### Frauen

#### Laufdisziplinen
| Athlet        | Disziplin | Vorlauf | Vorlauf | Halbfinale         | Halbfinale         | Finale             | Finale             |
| Athlet        | Disziplin | Zeit    | Platz   | Zeit               | Platz              | Zeit               | Platz              |
| ------------- | --------- | ------- | ------- | ------------------ | ------------------ | ------------------ | ------------------ |
| Andrea Purica | 100 m     | 11,62 s | 42      | nicht qualifiziert | nicht qualifiziert | nicht qualifiziert | nicht qualifiziert |
| Nediam Vargas | 100 m     | 11,51 s | 39      | nicht qualifiziert | nicht qualifiziert | nicht qualifiziert | nicht qualifiziert |
| Nercely Soto  | 200 m     | 23,16 s | 25      | nicht qualifiziert | nicht qualifiziert | nicht qualifiziert | nicht qualifiziert |

#### Sprung/Wurf
| Athletin         | Disziplin      | Qualifikation | Qualifikation | Finale             | Finale             |
| Athletin         | Disziplin      | Weite/Höhe    | Platz         | Weite/Höhe         | Platz              |
| ---------------- | -------------- | ------------- | ------------- | ------------------ | ------------------ |
| Robeilys Peinado | Stabhochsprung | 4,30 m        | 23            | nicht qualifiziert | nicht qualifiziert |
| Ahymará Espinoza | Kugelstoßen    | 16,76 m       | 21            | nicht qualifiziert | nicht qualifiziert |
| Rosa Rodríguez   | Hammerwurf     | 70,57 m       | 10            | 67,78 m            | 11                 |